# Epidendrum excelsum
Epidendrum excelsum är en orkidéart som beskrevs av Charles Schweinfurth. Epidendrum excelsum ingår i släktet Epidendrum och familjen orkidéer.
Artens utbredningsområde är Peru. Inga underarter finns listade i Catalogue of Life.